# Criterion Theatre

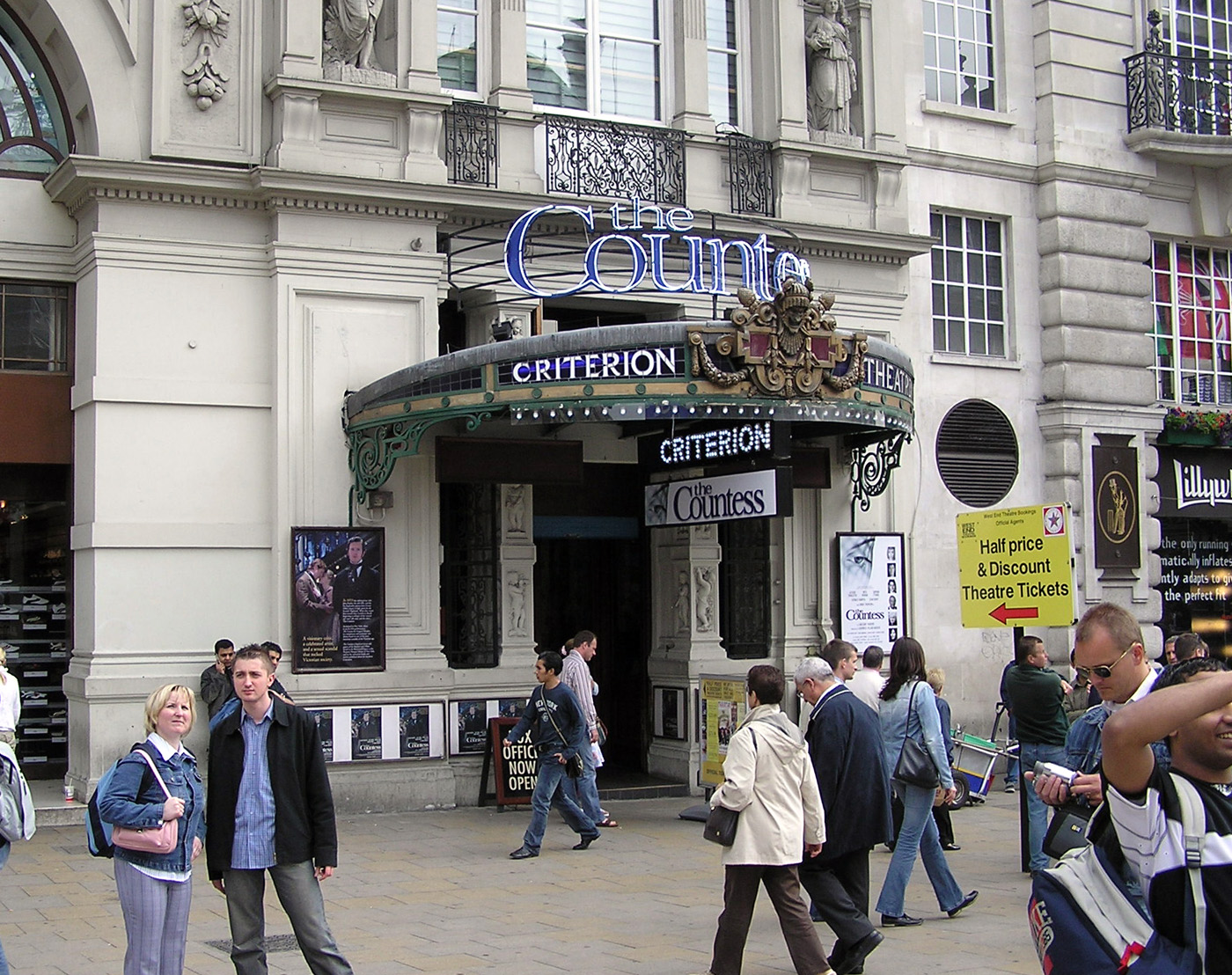
L'entrée du Criterion Theatre.

Le Criterion Theatre est un théâtre situé sur le côté sud de Piccadilly Circus, à Londres.

## Description
Ce théâtre est un monument classé "Grade II*". Le bâtiment est entièrement enterré et sa capacité est de 594 sièges. Pour y accéder, il faut suivre un escalier carrelé. Les colonnes de soutien des premier et deuxième balcons restreignent la visibilité de nombreuses places à l'intérieur de l'enceinte.

## Histoire
Le bâtiment, conçu par Thomas Verity, est inauguré le 21 mars 1874. Bien que les plans originaux prévoyaient d'exploiter le lieu en salle de concert, il a toujours été utilisé comme théâtre.
En 1883, le théâtre est contraint de fermer pour travaux de rénovation. Un an plus tard, il ouvre de nouveau ses portes, la ventilation améliorée et les lampes à gaz remplacées par des lumières électriques. Une nouvelle fois, le théâtre ferme de 1989 à 1992, pour être profondément rénové.
Depuis 1995, le théâtre Criterion accueille la Reduced Shakespeare Company. Créée en 1981 par Daniel Singer, cette troupe joue des pièces de grande renommée d'une manière très rythmée, les pièces sont extrêmement raccourcies et semblent improvisées, alors que le texte est écrit avec précision. Leur pièce la plus connue est The Complete Works of Wllm Shkspr (abridged) (Les œuvres complètes de William Shakespeare, abrégées) soit 37 pièces de Shakespeare résumées en 97 minutes. Parmi leurs autres pièces, citons All the Great Books (abridged) (Tous les plus grands livres, abrégés), The Complete History of America (abridged) (L'histoire complète des États-Unis, abrégée), The Bible: The Complete Word of God (abridged) (La Bible : le travail complet de Dieu, abrégé), All The Great Movies (abridged) (Tous les plus grands films, abrégés).
Son restaurant compte un décor néo-byzantin avec des mosaïques dorées.

## Principales productions
- Run For Your Wife (1983 - 1989)
- Reduced Shakespeare Company (1996 - 2005)
- Amajuba - Spirit Of Togetherness (2005)
- The Countess
- The Gruffalo
- What The Butler Saw
- Otherwise Engaged